# Wolodymyr Tymtschuk
Wolodymyr Jurijowytsch Tymtschuk (ukrainisch Володимир Юрійович Тимчук), wiss. Transliteration Volodymyr Jurijovyč Tymčuk; * geboren am 11. Januar 1979 in Jassinja, Region Zakarpattia (Oblast Transkarpatien) ist ein ukrainischer Schriftsteller, Dichter, Übersetzer, Militärangehöriger und Oberstleutnant der Streitkräfte der Ukraine sowie Doktor der technischen Wissenschaften (2005).

## Leben
Volodymyr Tymchuk wurde am 11. Januar 1979 in Jassinja,  Transkarpatien, geboren.
Im Jahr 2001 machte er seinen Abschluss am Serhii-Koroliov-Militärinstitut Zhytomyr und im Jahr 2002 an der Nationalen Linguistischen Universität Kiew.
Seit 1996 dient er in den Streitkräften der Ukraine. Seit 2006 ist er Dozent und leitender Forscher an der Hetman Petro Sahaidachnyi Nationalen Landesstreitkräftemilitärakademie. Er partizipierte außerdem in der ukrainischen Joint Forces Operation.

## Werke
Wolodymyr Tymtschuk ist Autor und Mitautor von mehr als 100 wissenschaftlichen Arbeiten. Mit dem schriftstellerischen Schaffen begann er im Jahr 2008.
2024 erfolgte die Zusammenstellung der ukrainisch-französischen Anthologie „In Principio erat Verbum. Ukraine: Poesie des Krieges“.
- Gedichtsammlungen: „Frühlingswirbel“ (ukr. [„Vesniani Kolovoroty“], 2009); „Feuern! Überleben! Siegen!“ (ukr. [„Vohnyty! Vyzhyty! Peremohty!“], 2016);  „Auf dem Engelsweg“ (ukr. [„Anhelskym chynom“], 2019); „Azov...Gesteintafeln“ (ukr. [„Azovom...Ziskryzhaleni“], 2020); „Der Sonnenaufgang…Osten“ (ukr. [„Zi shodom sontsia“], 2020);  „Aus dem Hetmanat der Unendlichkeit“ (ukr. [„Z Hetmanshchyny bezmezhzhia“], 2021)[2][3];
- Poeme: „Hutsulenaufstand“ (ukr. [„Hutsulske povstannie“], 2013); „Der Flughafen Donetsk“ (ukr. [„Donetskyi aeroport“], 2014);
- Novellen: „Verbum“ (ukr. [„Slovodiem“], 2013);
- andere Bücher: „Bakhchysarai. 2021“ (2015); „Waldmänner“ (ukr. [„Lisovi khloptsi“], 2016, Antologie); „Zbruсh (mit) der Ukraine“ (ukr.[„Ozbruchytysia (z) Ukraїnoiu“], 2018). Übersetzer des Gedichtbandes „Liebesbriefe an die Ukraine von Uiava“ von Indian-American poet Kalpna Singh-Chitnis (OF „Love Letters to Ukraine from Uyava“)[4].

2024 war Tymtschuk Zusammensteller und Chefredakteur der ukrainisch-französischen Anthologie „In Principio erat Verbum. Ukraine: Poesie des Krieges“.
Der Autor übersetzt Poesie aus dem Englischen, Belarussischen, Italienischen, Krimtatarischen, Litauischen und aus anderen Sprachen.

## Auszeichnungen
- 2014: Preisträger des UPA-Prosa-Wettbewerbs (über Ukrainische Aufstandsarmee) des Discursus-Verlags[7]
- 2016: Der Bohdan-Khmelnytskyi-Preis für die beste Darstellung militärischer Themen in Werken der Literatur und Kunst – für die Gedichtsammlung „Feuern! Überleben! Gewinnen!“[7][8]
- 2020: Lviver Regionaler Markiian-Shashkevych-Preis (2020) – für den Gedichtband „Mit dem Sonnenaufgang“[9]
- 2021: Sonderpreis beim Volianyky-Shvabinski-Wettbewerb für Literatur und Wissenschaft[4]
- 2024: Hryhorii Kochur Literaturpreis für die Übersetzung aus dem Englischen ins Ukrainische des Buches „Love Letters to Ukraine from Uyava“ von Kalpna Singh-Chitnis[10][11]